# Rathenow
Rathenow (pronunciación en alemán: /ˈʁaːtəno/ (escucharⓘ)) es una ciudad del distrito de Havelland en Brandenburgo, Alemania, con una población de 24.179 habitantes (2020).

## Generalidades
Dos construcciones notorias son la iglesia protestante de St. Marien Andreas (originalmente una basílica, transformada al estilo gótico en 1517-1589) y la iglesia católica de San Jorge.
Rathenow es conocida por sus piedras, ladrillos hechos de arcilla de Havel, y por sus espejos e instrumentos ópticos, productos que se exportan.
Luego de a caída de la Unión Soviética, se reveló que los restos de Hitler y sus asistentes fueron secretamente enterrados en tumbas cercanas a Rathenow

## Demografía
- Evolución de la población desde 1875 dentro de las fronteras actuales (línea azul: población; línea punteada: comparación con la evolución de la población del estado de Brandenburgo)
- Evolución reciente de la población (línea azul) y pronóstico.

## Ciudades hermanadas
Rathenow es una ciudad hermanada con:
- Złotów, Polonia
- Rendsburg, Alemania